# Злата Коларић-Кишур
Злата Коларић-Кишур (29. октобар 1894, Славонски Брод − 24. септембар 1990, Загреб) била је хрватска књижевница.
Злата Коларић-Кишур је била дечији писац. Писала је приче, стихове, игроказе, радио-драме и позоришне комаде.

## Дела
- Naš veseli svijet (Zagreb, 1933)
- Iz dječjeg kutića (Zagreb, 1935)
- Smijte se djeco! (Zagreb, 1935)
- Priča i zbilja (Zagreb, 1940)
- Od zore do mraka (Zagreb, 1950)
- Zimska priča (Zagreb, 1950)
- Po sunčanim stazama (Zagreb, 1951)
- Dječje igre (Zagreb, 1953., 1956., 1963)
- Neostvarene želje (Zagreb, 1954)
- Cvijeće (Zagreb 1955., 1958)
- Ptičji festival. (Zagreb, 1958., 1959., 1961)
- Uz pjesmu i šalu na jadranskom žalu (Zagreb, 1961)
- Moja Zlatna dolina (Zagreb, 1972)
- Moje radosti (Zagreb, 1981)
- Hrvatski dječji pisci - Pet stoljeća hrvatske književnosti, 181/III. (Zagreb, 1991)
- Izabrana djela (Vinkovci, 1994)